# Ashley Torres
Ashley Torres (né le 15 septembre 1985 au Belize) est un joueur de football international bélizien, qui évolue au poste d'attaquant.

## Biographie

### Carrière en sélection
Ashley Torres reçoit six sélections en équipe du Belize lors de l'année 2013.
Il joue son premier match en équipe nationale le 18 janvier 2013, contre le Costa Rica (défaite 1-0). Il reçoit sa dernière sélection le 9 juillet 2013, contre les États-Unis (défaite 6-1).
Il participe avec l'équipe du Belize à la Gold Cup 2013, organisée aux États-Unis.